# Município de Yadkin College (condado de Davidson, Carolina do Norte)
O município de Yadkin College (em inglês: Yadkin College Township) é um localização localizado no  condado de Davidson no estado estadounidense da Carolina do Norte. No ano 2010 tinha uma população de 710 habitantes.

## Geografia
O município de Yadkin College encontra-se localizado nas coordenadas 35° 52′ 20,5″ N, 80° 22′ 32,2″ O.